# Clark MacGregor

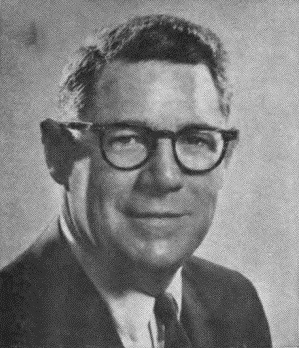
Clark MacGregor (1969)

Clark MacGregor (* 12. Juli 1922 in Minneapolis, Minnesota; † 10. Februar 2003 in Pompano Beach, Florida) war ein US-amerikanischer Politiker. Zwischen 1961 und 1971 vertrat er den Bundesstaat Minnesota im US-Repräsentantenhaus.

## Leben
Nach der Washburn High School in Minneapolis besuchte Clark MacGregor bis 1946 das Dartmouth College in Hanover (New Hampshire). Anschließend studierte er bis 1948 an der University of Minnesota Jura. Während des Zweiten Weltkrieges hatte er seine Ausbildung unterbrochen, um als Soldat der US-Armee zu dienen. Dabei war er beim Armeegeheimdienst OSS tätig. Nach seiner Zulassung als Rechtsanwalt arbeitete MacGregor in diesem Beruf.
Politisch wurde er Mitglied der Republikanischen Partei. In den Jahren 1964 und 1968 war er Delegierter zu den Republican National Conventions. Bei den Kongresswahlen des Jahres 1960 wurde er im dritten Wahlbezirk von Minnesota in das US-Repräsentantenhaus in Washington, D.C. gewählt, wo er am 3. Januar 1961 die Nachfolge von Roy Wier antrat. Nach vier Wiederwahlen konnte er bis zum 3. Januar 1971 fünf zusammenhängende Legislaturperioden im Kongress absolvieren. In diese Zeit fielen der Beginn des Vietnamkrieges und der Höhepunkt der Bürgerrechtsbewegung. Außerdem wurden damals der 23., der 24. und der 25. Verfassungszusatz im Kongress verabschiedet.
1970 verzichtete MacGregor auf eine erneute Kandidatur für das US-Repräsentantenhaus. Stattdessen bewarb er sich um einen Sitz im US-Senat. Dabei unterlag er dem früheren Vizepräsidenten Hubert H. Humphrey. Im Jahr 1970 war MacGregor Mitglied im Beraterstab von Präsident Richard Nixon und zuständig für die Beziehungen zwischen dem Präsidenten und dem Kongress. Zwischen Juli und November 1972 leitete er das Komitee zur Wiederwahl von Präsident Nixon. Er war aber anscheinend nicht in die Watergate-Affäre verwickelt.
In den Jahren nach 1972 zog sich Clark MacGregor aus der Politik zurück. Er war als privater Geschäftsmann tätig und starb am 10. Februar 2003 in Pompano Beach.